# Buenos Aires Lawn Tennis Club

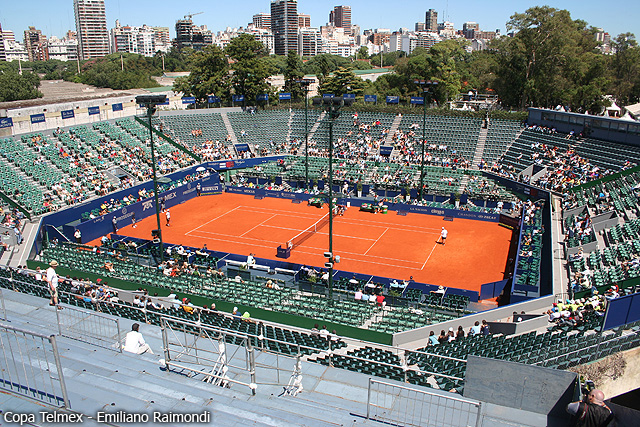
Buenos Aires Lawn Tennis Club.

El Buenos Aires Lawn Tennis Club es un club de tenis ubicado en el barrio de Belgrano, en la Ciudad de Buenos Aires (Argentina). Su estadio principal tiene una capacidad para 5.500 espectadores, y la superficie de juego es polvo de ladrillo (clay). Es sede del Abierto de Buenos Aires, uno de los torneos de tenis más importantes de Sudamérica, y lo fue de la copa davis en las series que disputó el Equipo argentino de Copa Davis hasta el año 2004. En el periodo 1892-2016 se disputó el Campeonato Río de la Plata de Tenis en este club.
Fue una de las sedes de Juegos Olímpicos de la Juventud Buenos Aires 2018.

## Estadios
Court Central Guillermo Vilas
Estadio Central Horacio Billoch Caride: 5500 espectadores. Allí se juegan los principales partidos de cada ronda y las rondas finales. A partir de 2017 al Court Central se le agregó un marcador electrónico por primera vez. En el torneo también se utilizan otros dos estadios con las siguientes capacidades:
Estadio 1: 1400 espectadores.
Estadio 2: 380 espectadores.

## Socios Honorarios
- Guillermo Vilas
- Enrique Morea
- Norma Baylon
- Gabriela Sabatini

## Conciertos
- Roger Hodgson - 19 de abril de 2012
- Rata Blanca - 15 de diciembre de 2012